# Euarchonta
Euarchonta o los euarcontos (significa «ancestros verdaderos») es un clado o granorden de mamíferos placentarios que contienen cuatro órdenes: Dermoptera, Scandentia, los extintos Plesiadapiformes y los Primates. También incluye a la extinta familia basal de los Adapisoriculidae. Hay otros análisis filogenéticos que sugieren que Dermoptera y Scandentia forman un clado, Sundatheria, hermano de Primates.
El término surgió primero en 1999 porque evidencias moleculares sugieran que se debe quitar Chiroptera de Archonta. Algunas interpretaciones pongan Primates y Dermoptera en un clado que se llama Primatomorpha, la hermana de Scandentia.

## Filogenia
Cladograma de Euarchontoglires según los análisis genéticos:
|  | Lagomorpha |
|  |            |
|  | Rodentia   |
|  |            |

|               | Scandentia                                              |
|               |                                                         |
| Primatomorpha | \| \| Dermoptera \| \| \| \| \| \| Primates \| \| \| \| |
|               | \| \| Dermoptera \| \| \| \| \| \| Primates \| \| \| \| |
|               | Dermoptera                                              |
|               |                                                         |
|               | Primates                                                |
|               |                                                         |

|  | Dermoptera |
|  |            |
|  | Primates   |
|  |            |

|  | Lagomorpha |
|  |            |
|  | Rodentia   |
|  |            |

|               | Scandentia                                              |
|               |                                                         |
| Primatomorpha | \| \| Dermoptera \| \| \| \| \| \| Primates \| \| \| \| |
|               | \| \| Dermoptera \| \| \| \| \| \| Primates \| \| \| \| |
|               | Dermoptera                                              |
|               |                                                         |
|               | Primates                                                |
|               |                                                         |

|  | Dermoptera |
|  |            |
|  | Primates   |
|  |            |